# Hälleforsnäs
Hälleforsnäs är en tätort i Flens kommun i Södermanland.

## Historia
Samhället har växt fram runt Hälleforsnäs Järnbruk som varit dess huvudnäring i århundraden. Bruket, grundat 1659, var ortens absolut största arbetsgivare fram till 1970-talet. Efter flera kriser började fler och fler anställda att sägas upp. Sedan början av 1990-talet arbetade endast ett fåtal ortsbor på ortens gjuteri. I dag bedrivs flera olika verksamheter i brukets gamla lokaler. Bland annat Hälleforsnäs Gjuterimuseum, Bruksrestaurangen, Jürss mejeri och Kolhusteatern.

## Samhälle och service

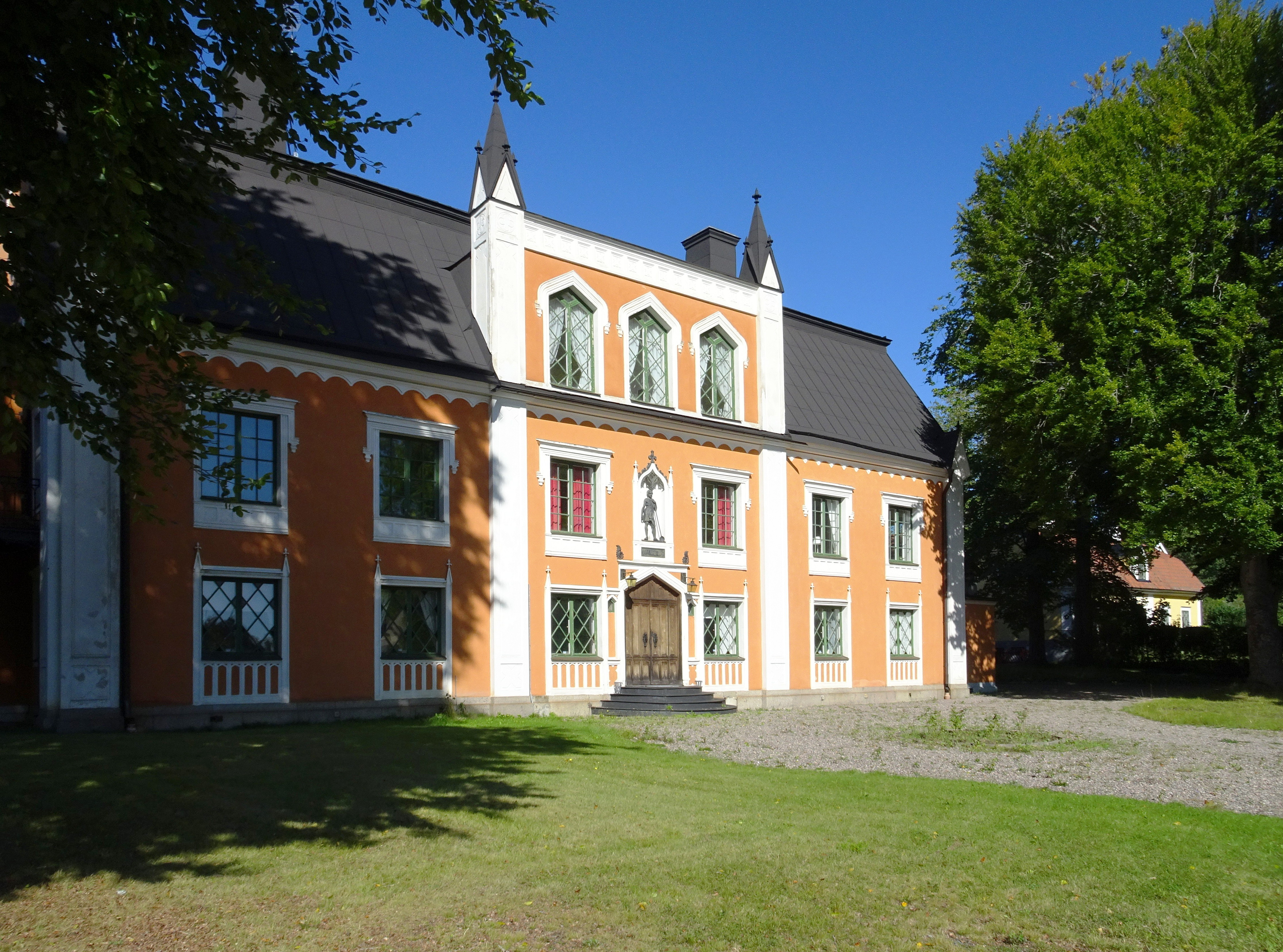
Hälleforsnäs bruks herrgård ("Stora Huset"), byggnadsminne sedan 1992.

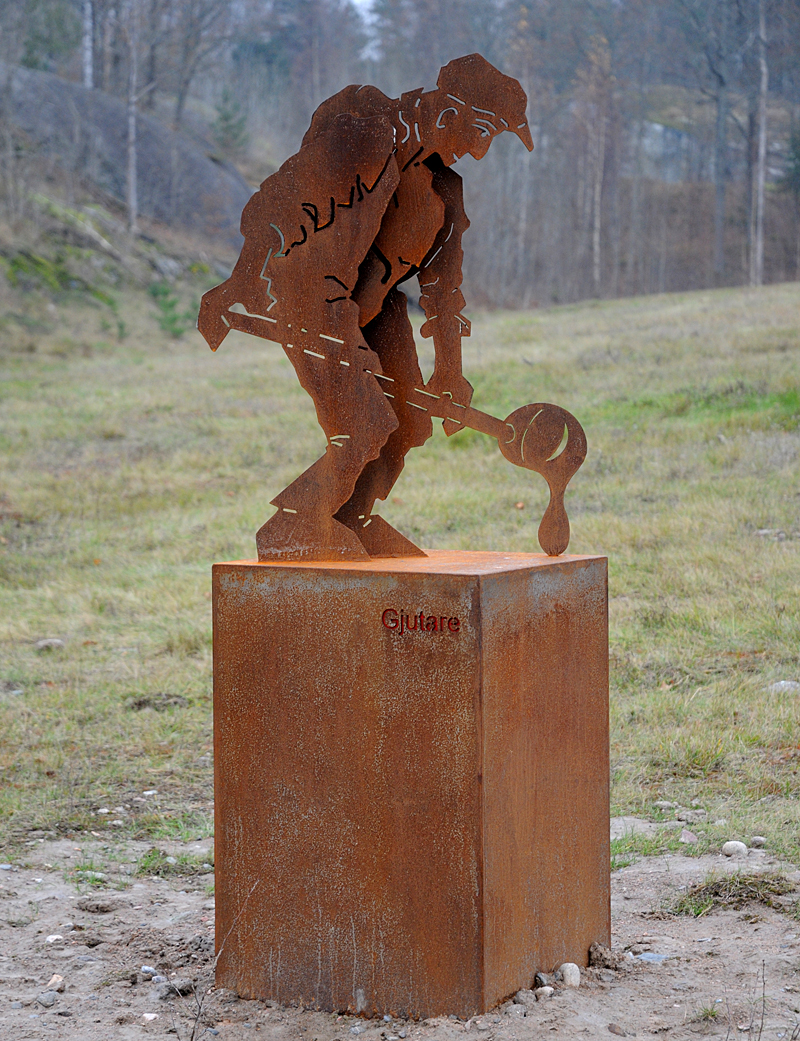
"Gjutaren" av Gunnar Carl Nilsson i Abine Noijs park.

I ortens serviceutbud ingår grundskolan Bruksskolan (förskoleklass till årskurs 6), livsmedelsbutiker, lokaltidningsredaktion, Hälleforsnäs kyrka, Folkets Hus, Kolhusteatern, sporthall, idrottsplatsen Edströmsvallen, bibliotek, tandhälsovård, inredningsbutik, tapetserarverkstad, café, pizzeria, restaurang och frisersalong. I det före detta bruket ligger ett ysteri.

## Kommunikationer
Hälleforsnäs järnvägsstation trafikeras av Mälartågs linje Uven-tåget till Eskilstuna – Västerås – Sala norrut, samt Flen – Katrineholm – Linköping söderut. 
Kollektivtrafiken i Hälleforsnäs ombesörjs av Sörmlandstrafiken. Genom orten går busslinje 415.

Stationsbyggnaden i Hälleforsnäs invigdes 1897. Statens fastighetsbolag Jernhusen bjöd 2010 ut huset till försäljning med strikta föreskrifter kring husets användning, bland annat tilläts inte bostäder i huset. Kommunen erbjöds att köpa huset för en krona men tackade nej vilket slutligen ledde till att huset revs 2011.

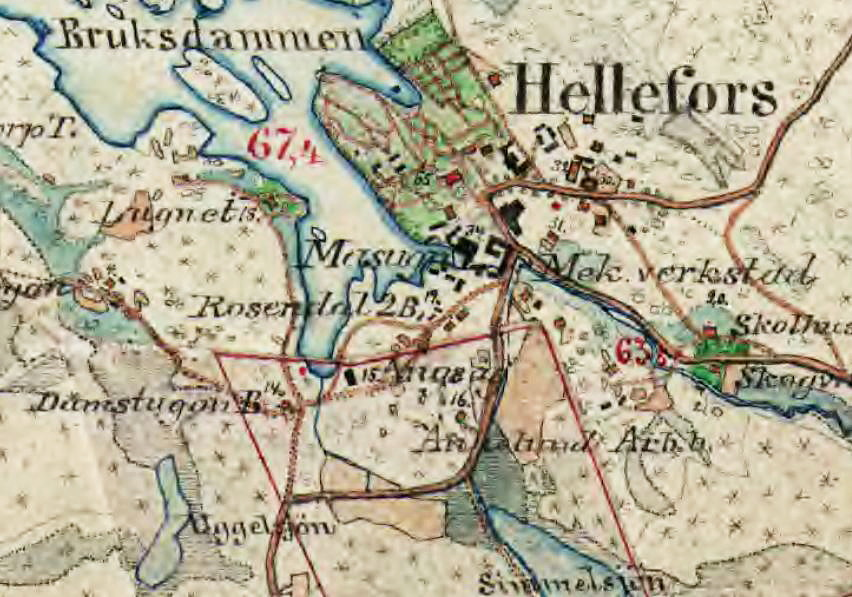
"Hellefors" och bruksområdet på Häradsekonomiska kartan 1897.
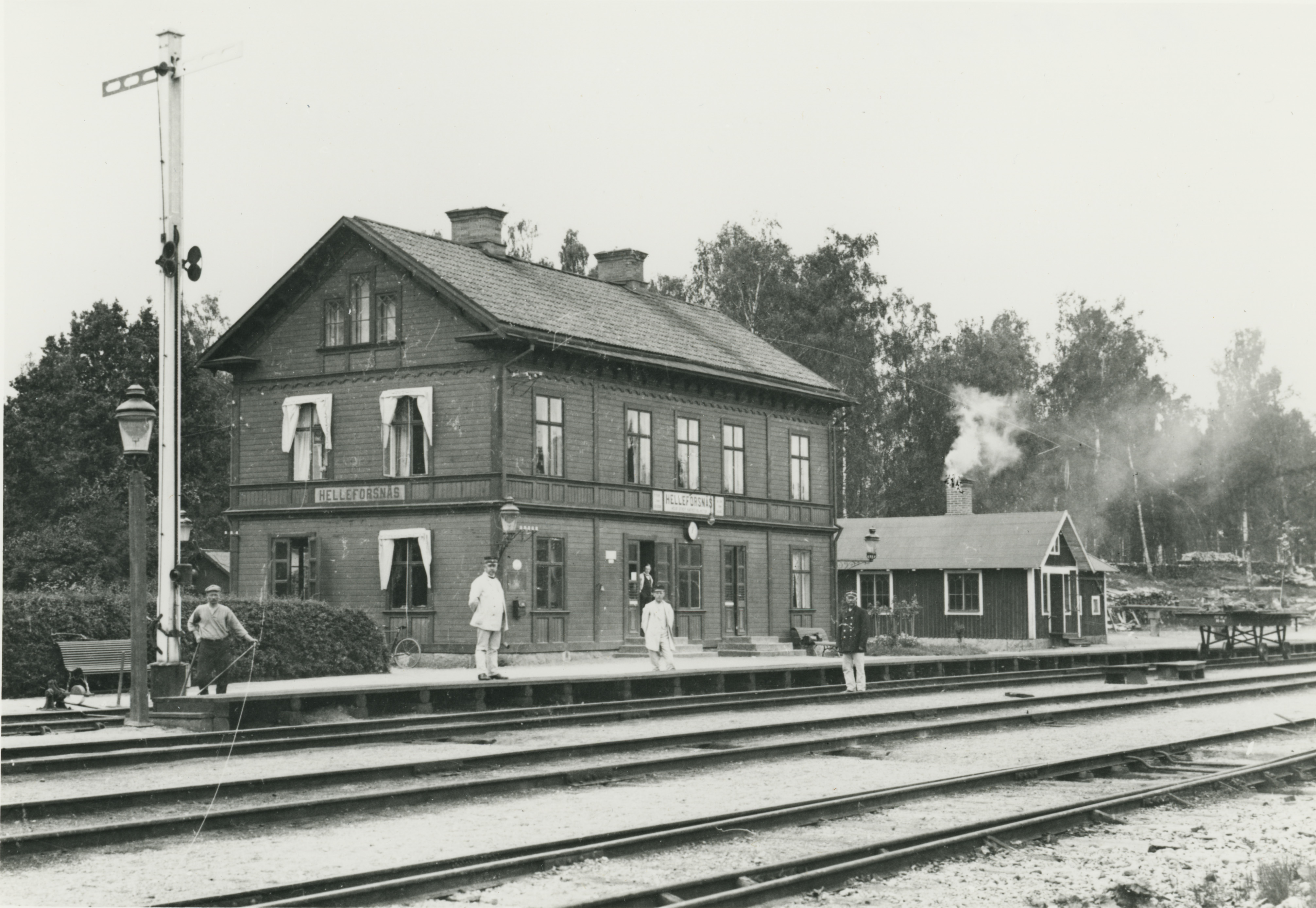
Järnvägsstationen i Hälleforsnäs i början av 1900-talet.

## Kultur
I det k-märkta Kolhuset på bruksområdet inryms idag Kolhusteatern där föreningen Kolhusteatern ger föreställningar under sommartid. 
På bruksområdet finns även ett gjuterimuseum som är öppet för allmänheten. 
På den gamla tjärtippen finns en skulpturpark döpt till Abine Noijs park, efter den man som en gång startade bruket i Hälleforsnäs. Parken invigdes i september 2011 av landshövding Bo Könberg.

## Media
Hälleforsnäs Allehanda är en lokal gratistidning som utkommer fyra gånger per år. I övrigt bevakas orten av tidningarna Eskilstuna-Kuriren och Katrineholms-Kuriren.

## Idrott
Hälleforsnäs är känt för före detta klubben Hälleforsnäs IF (Brukets blå), vars herrlag i bandy spelade på Edströmsvallen och totalt gjorde 21 säsonger i Sveriges högsta division. Bandysektionen upphörde dock efter beslut den 28 augusti 2005. Idag har klubben fotbollsverksamhet. 
En annan stor sportuppmärksamhet på orten var Ulla Lindkvist som under 1960 och 70-talet dominerade damklassen i orientering. Lindkvist vann bland annat VM-guld 1966. Lindkvist tävlade för ortens klubb OK Tjärnen.

### Befolkningsutveckling
| Befolkningsutvecklingen i Hälleforsnäs 1950–2020 | Befolkningsutvecklingen i Hälleforsnäs 1950–2020 | Befolkningsutvecklingen i Hälleforsnäs 1950–2020 | Befolkningsutvecklingen i Hälleforsnäs 1950–2020 | Befolkningsutvecklingen i Hälleforsnäs 1950–2020 |
| ------------------------------------------------ | ------------------------------------------------ | ------------------------------------------------ | ------------------------------------------------ | ------------------------------------------------ |
|                                                  |                                                  |                                                  |                                                  |                                                  |
| År                                               |                                                  |                                                  | Folkmängd                                        | Areal (ha)                                       |
| 1950                                             | 1950                                             |                                                  | 2 376                                            |                                                  |
| 1960                                             | 1960                                             |                                                  | 2 665                                            |                                                  |
| 1965                                             | 1965                                             |                                                  | 2 874                                            |                                                  |
| 1970                                             | 1970                                             |                                                  | 2 813                                            |                                                  |
| 1975                                             | 1975                                             |                                                  | 2 696                                            |                                                  |
| 1980                                             | 1980                                             |                                                  | 2 462                                            |                                                  |
| 1990                                             | 1990                                             |                                                  | 2 105                                            | 245                                              |
| 1995                                             | 1995                                             |                                                  | 1 863                                            | 245                                              |
| 2000                                             | 2000                                             |                                                  | 1 741                                            | 245                                              |
| 2005                                             | 2005                                             |                                                  | 1 747                                            | 245                                              |
| 2010                                             | 2010                                             |                                                  | 1 585                                            | 244                                              |
| 2015                                             | 2015                                             |                                                  | 1 624                                            | 216                                              |
| 2020                                             | 2020                                             |                                                  | 1 615                                            | 223                                              |
|                                                  |                                                  |                                                  |                                                  |                                                  |